# Jens Grembowietz
Jens Grembowietz (Essen, 1987. február 2. –) német labdarúgóhátvéd.